# Hits+
Hits+ — второй сборник австралийской певицы Кайли Миноуг, выпущенный 16 октября 2000 года. Это последний релиз Миноуг, выпущенный Deconstruction Records, так как к тому времени исполнительница покинула этот лейбл и начала сотрудничество с Parlophone. Диск включает в себя ремиксы на песни из альбомов Kylie Minogue и Impossible Princess, би-сайды к синглам, а также неизданные демозаписи. Ввиду отсутствия промоушена диск популярностью не пользовался, хотя в Великобритании он продавался лучше, чем последний на тот момент студийный альбом Impossible Princess, что позволило ему в итоге сертифицироваться на статус серебряного диска. На родине певицы, в Австралии, компиляция успехом не пользовалась.

## Об альбоме
На пластинке разместились шесть из семи синглов с обоих альбомов Миноуг для Deconstruction Records (речь о Kylie Minogue и Impossible Princess). Исключение составил сингл «Cowboy Style», выпускавшийся только для австралийского рынка. Кроме этого, на альбоме выделяется дуэт Кайли с Ником Кейвом «Where the Wild Roses Grow» и кавер-версия британской группы Prefab Sprout «If You Don’t Love Me». В Британии и Австралии диск издавался в 16-песенном варианте. В международном издании было 15 треков, отсутствовала «This Girl». В издании для американского и китайского рынков было только 14 композиций, кроме «This Girl» отсутствовала «Where the Wild Roses Grow».

## Восприятие
Несмотря на коммерческий провал, реакция критиков на Hits+ была позитивной, отмечалось сведение песен Deconstruction-периода в единой компиляции. Так рецензент из Allmusic Маккензи Уилсон, присудившая альбому 4,5 звезды из 5 возможных, подчёркивает, что эта пластинка выдвигает на передний план композиции, которые сделали Миноуг любимчиком инди-сцены в Европе середины 90-х. «Американских поклонников, — пишет Уилсон, — может немного оттолкнуть материал более мрачный и без такого количества рюша как в модном „Can’t Get You Out of My Head“ из Fever, но он также стильный. Hits+ это прекрасный подарок для любого ценителя творчества певицы, но и замечательная ретроспектива для нетерпеливых фанов, только начинающих для себя открывать дикий мир музыки Кайли Миноуг».

## Список композиций
| №   | Название                                                       | Продюсер(ы)                                             | Длительность |
| --- | -------------------------------------------------------------- | ------------------------------------------------------- | ------------ |
| 1.  | «Confide in Me» (сингл к Kylie Minogue,1994)                   | Brothers in Rhythm                                      | 5:51         |
| 2.  | «Put Yourself in My Place» (сингл к Kylie Minogue,1994)        | Джимми Харри                                            | 4:11         |
| 3.  | «Where Is the Feeling?» (сингл к Kylie Minogue,1994)           | Brothers in Rhythm                                      | 4:12         |
| 4.  | «Some Kind of Bliss» (сингл к Impossible Princess,1997)        | Дейв Эринга, Джеймс Дин Брэдфилд                        | 4:13         |
| 5.  | «Did It Again» (сингл к Impossible Princess,1997)              | Brothers in Rhythm                                      | 4:15         |
| 6.  | «Breathe» (сингл к Impossible Princess,1997)                   | Дейв Болл, Инго Ваук                                    | 3:39         |
| 7.  | «Where the Wild Roses Grow» (сингл к Murder Ballads,1996)      | Nick Cave and the Bad Seeds, Тони Коэн, Виктор Ван Вюгт | 3:58         |
| 8.  | «If You Don't Love Me» (би-сайд к синглу к Confide in Me,1994) | Brothers in Rhythm                                      | 2:08         |
| 9.  | «Tears» (би-сайд к синглу к Did It Again,1997)                 | Дейв Болл, Инго Ваук                                    | 4:27         |
| 10. | «Gotta Move On» (ранее не издававшееся)                        | The Rapino Brothers                                     | 3:36         |
| 11. | «Difficult by Design» (ранее не издававшееся)                  | The Rapino Brothers                                     | 3:43         |
| 12. | «Stay This Way» (ранее не издававшееся)                        | Стив Андерсон                                           | 4:35         |
| 13. | «This Girl» (ранее не издававшееся)                            | Уши Классен                                             | 3:09         |
| 14. | «Automatic Love» (ранее не издававшееся)                       | Стив Андерсон                                           | 4:25         |
| 15. | «Where Has the Love Gone?» (ранее не издававшееся)             | Heller & Farley                                         | 9:27         |
| 16. | «Take Me with You» (Album Version)                             | Brothers in Rhythm                                      | 9:10         |

## Позиции в хит-парадах
| Чарт (2000)                       | Высшая позиция |
| --------------------------------- | -------------- |
| Australian Albums (ARIA)          | 63             |
| Шотландия (Scottish Albums Chart) | 49             |
| Великобритания (UK Albums Chart)  | 41             |

## Сертификации
| Регион                                                       | Сертификация | Продажи |
| ------------------------------------------------------------ | ------------ | ------- |
| Великобритания (BPI)                                         | Серебряный   | 60 000* |
| * Данные о продажах приведены только на основе сертификации. |              |         |